# Souvrať
Souvrať (německy: Anseith) je vesnice, část obce Mostek v okrese Trutnov. Nachází se asi 2 km na jihovýchod od Mostku. Prochází zde silnice II/325. V roce 2009 zde bylo evidováno 187 adres. V roce 2001 zde trvale žilo 190 obyvatel.
Souvrať je také název katastrálního území o rozloze 4,84 km2.